# Китка (танцов състав)
Вижте пояснителната страница за други значения на Китка.
„Китка“ е танцов състав на българите в Чехия, към Българската културно-просветна организация в град Бърно.
Създаден е през 2001 г. Участва в редица фестивали и чествания на празници в Острава, Бърно, село Микулчице, както и в мероприятия извън Чехия.

## История
Първи репетиции състава има през есента на 2001 г. в Бистро „Ропотамо“, на улица „Сръбска“ 17 в Бърно. Съставът се представя за първи път на Коледния концерт на малцинствата в Бърно през същата година.